# Leichtathletik-Länderkampf der Frauen 1969 Skandinavien – BR Deutschland
| 6. Leichtathletik-Länderkampf mit bundesdeutscher Beteiligung 1969 | 6. Leichtathletik-Länderkampf mit bundesdeutscher Beteiligung 1969 |
| ------------------------------------------------------------------ | ------------------------------------------------------------------ |
|                                                                    |                                                                    |
| Ländervergleich der Frauen: Skandinavien – BR Deutschland          |                                                                    |
| Austragungsort                                                     | Kopenhagen                                                         |
| Wettbewerbe                                                        | 13                                                                 |
| Datum                                                              | 16. Juni                                                           |
| 1. FRG 2. Skandinavien                                             | 79 Punkte 56 Punkte                                                |
| Chronik                                                            |                                                                    |
| ← FRG-URS 5kampf (F)                                               | FRG-FRA (M) →                                                      |

Im sechsten Vergleich des Länderkampfjahres 1969 bestritten die bundesdeutschen Frauen den ersten Länderkampf dieser Saison mit dem allgemeinen leichtathletischen Programm. Sie wiederholten die im Vorjahr zum ersten Mal ausgetragene Begegnung mit einem Team aus Skandinavien. Gastgeber war am 16. Juni die dänische Hauptstadt Kopenhagen.
Für das nordländische Team stellten die einzelnen Länder die folgende Anzahl von Athletinnen:

Schweden 10 / Norwegen 5 / Dänemark 4 / Finnland 3

## Wettbewerbe und Modus
Bei den Europameisterschaften 1969 waren der 1500-Meter-Lauf und die 4-mal-400-Meter-Staffel mit in das internationale Frauenprogramm aufgenommen worden. Außerdem wurde der 80-Meter-Hürdenlauf seit 1969 ersetzt durch den 100-Meter-Hürdenlauf. Diese Veränderungen fanden nun auch im Katalog der Frauenländerkämpfe ihre Berücksichtigung, womit nun dreizehn statt wie zuvor elf Wettbewerbe ausgetragen wurden. Bei den Olympischen Spielen wurden die Neuerungen ab 1972 ebenfalls berücksichtigt. Die Wertung des Länderkampfs erfolgte wie gewohnt durchgängig nach dem Standardsystem.

## Ergebnis
In den beiden Staffeln und den Sprüngen war die Begegnung ausgeglichen. Beide Teams erzielten dort jeweils einen Disziplinerfolg. In den Bereichen Lauf sowie Wurf/Stoß dagegen dominierten die bundesdeutschen Leichtathletinnen eindeutig. Lediglich das Rennen über 1500 Meter konnten die Skandinavierinnen für sich entscheiden. Alle anderen fünf Laufdisziplinen sowie sämtliche Wettbewerbe in der Kategorie Wurf/Stoß gingen an die Bundesrepublik Deutschland. 79 zu 56 Punkte lautete das Endresultat, in der Höhe war der Vorsprung damit deutlicher als im Vorjahr. Allerdings waren die bundesdeutschen Leichtathletinnen hier mit Vertreterinnen aus ihrer ersten Reihe am Start und nicht wie 1968 mit einer Zweitbesetzung.

## Resultate

### 100 m
| Platz | Athletin          | Land | Zeit (s) |
| ----- | ----------------- | ---- | -------- |
| 1     | Annegret Kroniger | FRG  | 11,7     |
| 2     | Else Hadrup       | DNK  | 11,7     |
| 3     | Bärbel Hähnle     | FRG  | 11,9     |
| 4     | Karin Lundgren    | SWE  | 12,0     |

### 200 m
| Platz | Athletin          | Land | Zeit (s) |
| ----- | ----------------- | ---- | -------- |
| 1     | Christa Czekay    | FRG  | 24,4     |
| 2     | Karin Lundgren    | SWE  | 24,6     |
| 3     | Else Hadrup       | DNK  | 24,6     |
| 4     | Virginia Drescher | FRG  | 25,7     |

### 400 m
| Platz | Athletin          | Land | Zeit (s) |
| ----- | ----------------- | ---- | -------- |
| 1     | Christel Frese    | FRG  | 55,3     |
| 2     | Ingela Ericsson   | SWE  | 55,6     |
| 3     | Inge Eckhoff      | FRG  | 56,2     |
| 4     | Elisabeth Randers | SWE  | 56,6     |

### 800 m
| Platz | Athletin                | Land | Zeit (min) |
| ----- | ----------------------- | ---- | ---------- |
| 1     | Anita Rottmüller-Wörner | FRG  | 2:07,0     |
| 2     | Maria Strickling        | FRG  | 2:07,8     |
| 3     | Eeva Haimi              | FIN  | 2:10,7     |
| 4     | Birgitte Jennes         | DNK  | 2:11,9     |

### 1500 m
| Platz | Athletin               | Land | Zeit (min) |
| ----- | ---------------------- | ---- | ---------- |
| 1     | Wenche Sørum           | NOR  | 4:29,1     |
| 2     | Lena Sjöstedt          | SWE  | 4:31,7     |
| 3     | Ellen Tittel           | FRG  | 4:32,0     |
| 4     | Christa Kofferschläger | FRG  | 4:39,3     |

### 100 m Hürden
| Platz | Athletin             | Land | Zeit (s) |
| ----- | -------------------- | ---- | -------- |
| 1     | Heide Rosendahl      | FRG  | 13,9     |
| 2     | Gun Olsson           | SWE  | 14,2     |
| 3     | Ursula Farthmann     | FRG  | 14,6     |
| 4     | Annelise Damm Olesen | DNK  | 17,9     |

### 4 × 100 m Staffel
| Platz | Besetzung      | Land                                                                   | Zeit (s) |
| ----- | -------------- | ---------------------------------------------------------------------- | -------- |
| 1     | BR Deutschland | Christa Czekay Rita Jahn Bärbel Hähnle Annegret Kroniger               | 46,3     |
| 2     | Skandinavien   | Else Hadrup – DNK Gun Olsson – SWE Sellberg Mona-Lisa Strandvall – FIN | 47,7     |

### 4 × 400 m Staffel
| Platz | Besetzung      | Land                                                                                      | Zeit (min) |
| ----- | -------------- | ----------------------------------------------------------------------------------------- | ---------- |
| 1     | Skandinavien   | Elisabeth Randers – SWE Ingela Ericsson – SWE Berit Berthelsen – NOR Karin Lundgren – SWE | 3:42,7     |
| 2     | BR Deutschland | Inge Eckhoff Antje Gleichfeld Margret Dannenberg Christel Frese                           | 3:48,4     |

### Hochsprung
| Platz | Athletin          | Land | Höhe (m) |
| ----- | ----------------- | ---- | -------- |
| 1     | Renate Gärtner    | FRG  | 1,69     |
| 2     | Kari Karlsen      | NOR  | 1,69     |
| 3     | Annelise Waerness | NOR  | 1,66     |
| 4     | Ulrike Jacob      | FRG  | 1,63     |

### Weitsprung
| Platz | Athletin         | Land | Weite (m) |
| ----- | ---------------- | ---- | --------- |
| 1     | Berit Berthelsen | NOR  | 6,14      |
| 2     | Brigitte Krämer  | FRG  | 5,98      |
| 3     | Heide Rosendahl  | FRG  | 5,84      |
| 4     | Birgitta Larsson | SWE  | 5,68      |

### Kugelstoßen
| Platz | Athletin          | Land | Weite (m) |
| ----- | ----------------- | ---- | --------- |
| 1     | Gertrud Schäfer   | FRG  | 15,85     |
| 2     | Liesel Westermann | FRG  | 15,35     |
| 3     | Astrid Sjultangen | NOR  | 13,93     |
| 4     | Gunn Britt Flink  | SWE  | 13,52     |

### Diskuswurf
| Platz | Athletin           | Land | Weite (m) |
| ----- | ------------------ | ---- | --------- |
| 1     | Liesel Westermann  | FRG  | 58,24     |
| 2     | Brigitte Berendonk | FRG  | 56,24     |
| 3     | Inger Skjöld       | SWE  | 42,91     |
| 4     | Annelise Waerness  | NOR  | 42,49     |

### Speerwurf
| Platz | Athletin           | Land | Weite (m) |
| ----- | ------------------ | ---- | --------- |
| 1     | Anneliese Gerhards | FRG  | 50,89     |
| 2     | Kirsti Launela     | FIN  | 50,45     |
| 3     | Gisa Jeppener      | FRG  | 49,13     |
| 4     | Nina Carstensen    | DNK  | 44,32     |